# Widerstand und Friede
Widerstand und Friede ist der Titel der Dankesrede, die Ernst Bloch am 15. Oktober 1967 anlässlich der Verleihung des Friedenspreises des Deutschen Buchhandels in der Frankfurter Paulskirche hielt. Sie fand im Rahmen der Frankfurter Buchmesse statt. Die Rede erschien 1968 erstmals als Buchbeitrag einer gleichnamigen Aufsatzsammlung und 1970 auf Schallplatte.

## Vorredner
Vor Bloch sprach zunächst Friedrich Georgi als Vorsteher des Börsenvereins des Deutschen Buchhandels ein Grußwort. Die Laudatio hielt der Rechtswissenschaftler Werner Maihofer, damals Rektor der Universität des Saarlandes und später Bundesminister für besondere Aufgaben sowie des Inneren.

## Die Rede

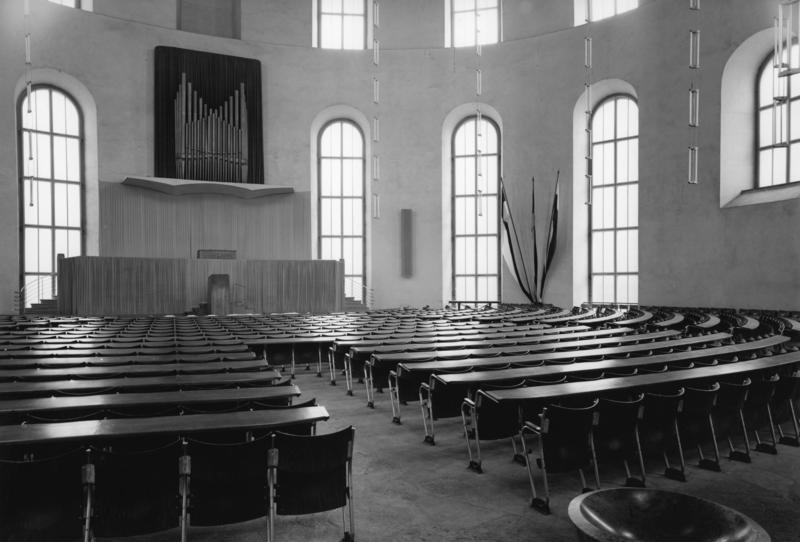
Ort der Rede: Innenraum der Frankfurter Paulskirche (Foto von 1963).

Von der Rede existieren eine Ton- und mehrere Textfassungen. Bloch schickte das vorbereitete Redemanuskript am 14. September 1967 an den Börsenverein des Deutschen Buchhandels. Im Begleitbrief wies er auf eingeklammerte Textstellen hin, die er in der Rede aus Zeitgründen auslassen wollte, aber später gedruckt werden sollten. Er nannte darin eine geplante Rededauer von etwa 35 Minuten, sprach aber tatsächlich 55 Minuten, da er sich stark vom Redemanuskript löste und improvisierte.
Erste Abdrucke des ursprünglichen Manuskripts erschienen am 17. Oktober 1967 in der Frankfurter Allgemeinen Zeitung und am 27. Oktober 1967 im Börsenblatt. Da Bloch jedoch in der gesprochenen Rede deutlich vom Manuskript abwich, wurde sie von der Bandaufnahme rekonstruiert und von Bloch nachträglich redigiert. In der ersten Buchveröffentlichung von 1968 sind sowohl das ursprüngliche Redemanuskript als auch die redigierte Fassung abgedruckt. Die folgende Zusammenfassung orientiert sich am nachträglich redigierten Text der gesprochenen Rede aus dem Suhrkamp-Verlag.

### Inhalt

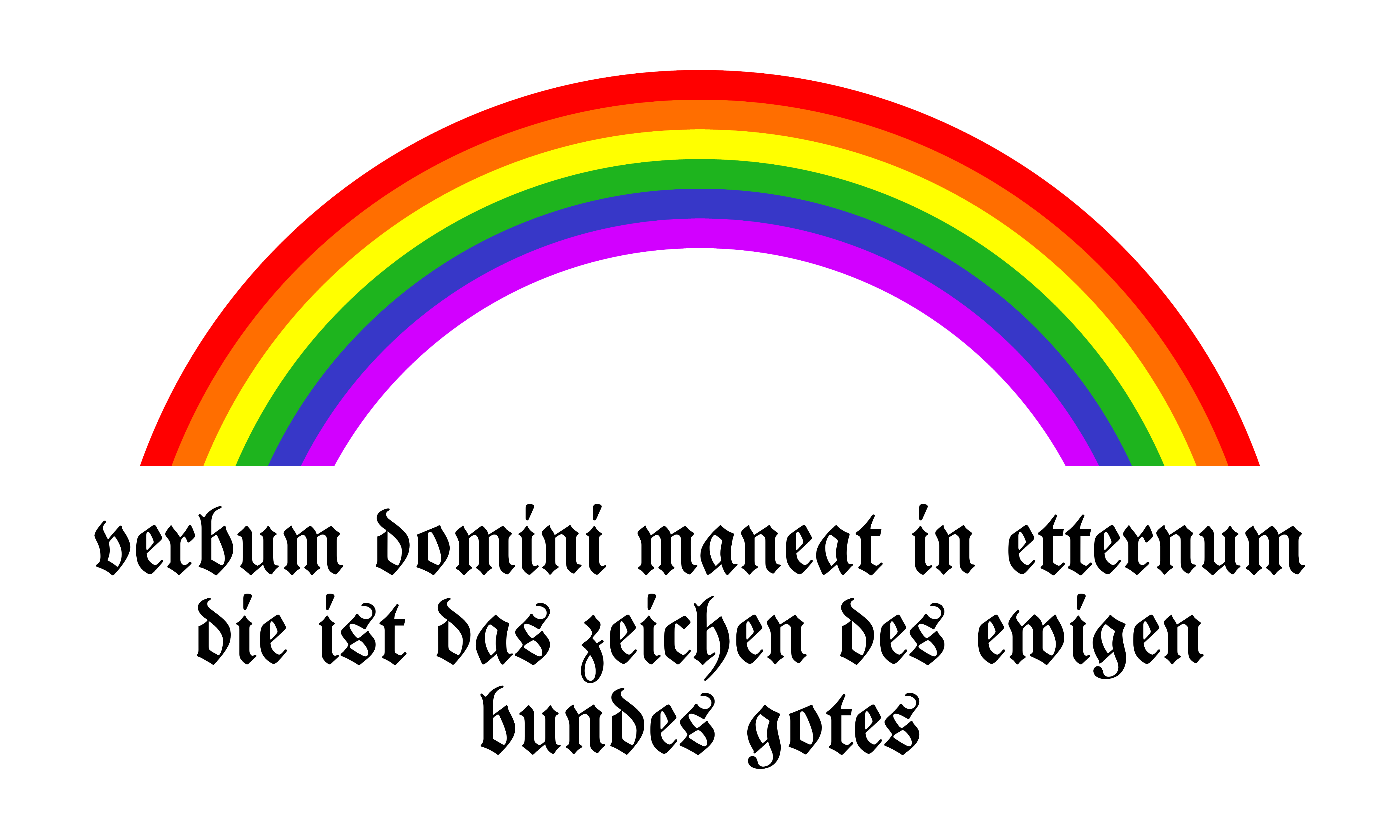
Regenbogen der Aufständischen im Bauernkrieg: für Bloch Symbol des Kampfes gegen Krieg und Unrecht.

Bloch beginnt den inhaltlichen Teil seiner Rede mit der Abgrenzung des Friedens vom Kirchhoffrieden (Immanuel Kant), denn sanft sein heiße nicht gut sein. Dies sei nur im schlechten Sinne friedlich – allzu leicht. Er kritisiert „Schwächlinge“ und „Duckmäuser“, die sich zwar friedlich gäben, aber auf tödliche Art laut werden könnten, wie etwa in der Zeit des Nationalsozialismus. Er spricht von einer latenten Gewalt auf Seite der Herrschenden, die er am Deutschen Bauernkrieg verdeutlicht, in dem die Gewalt einseitig den Armen und Unterdrückten angelastet worden sei. Bereits Thomas Münzer habe hingegen ein „Gewaltrecht des Guten“ gepredigt.

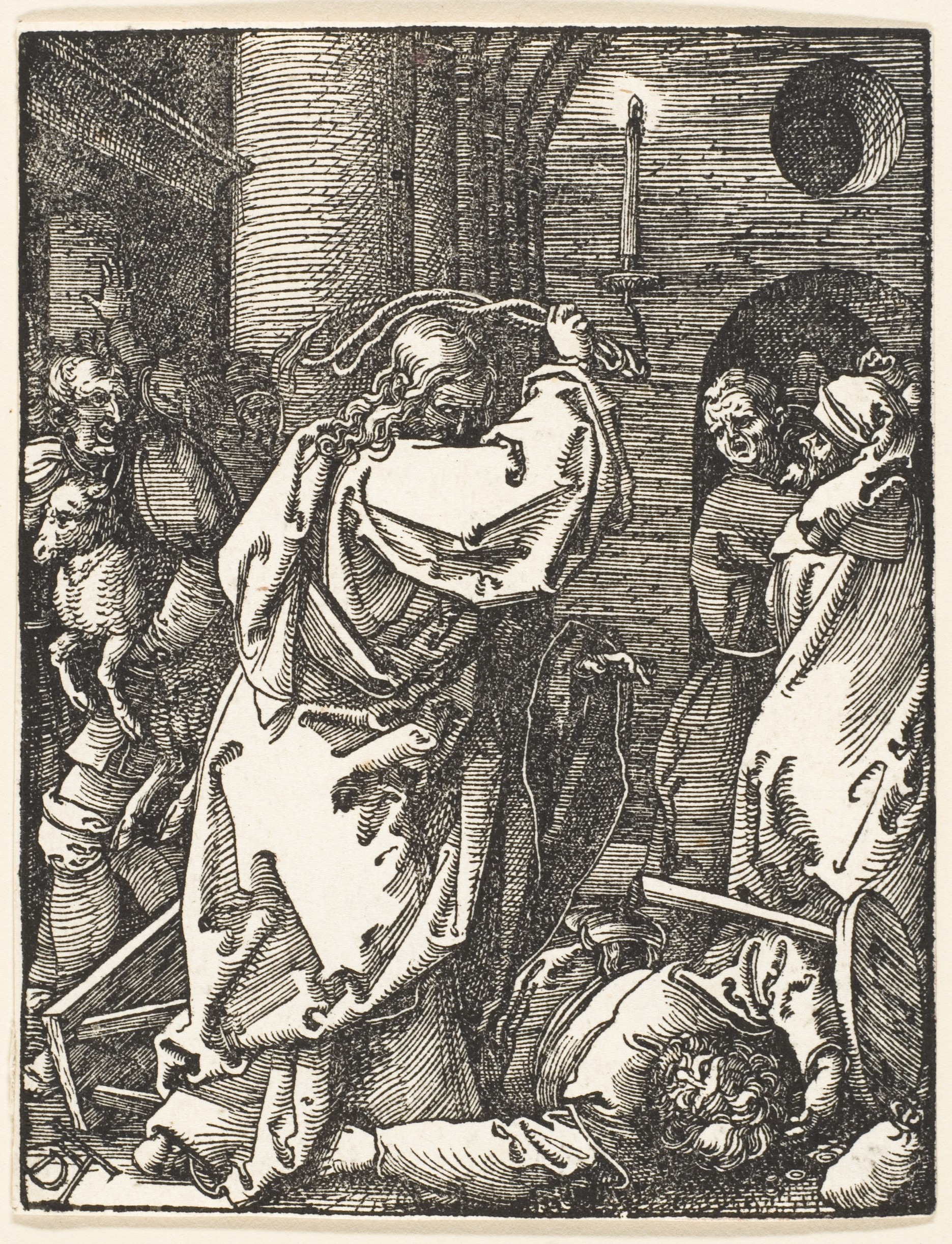
Jesus peitscht die Wechsler aus dem Tempel: „kein Friede mit der Herrenklasse“ (Darstellung von Albrecht Dürer).

Bloch unterscheidet daraufhin zwischen Kampf und Krieg. Kampf sieht er zum Großteil gegen Kriegsmittel und Unrecht gerichtet. Feuer und Regenbogen seien seit Amos verbunden. Er spricht weiter von einem Kampffeuer als Hilfe für Mühselige und Beladene, das seit biblischen Zeiten und dem „gar nicht so milde[n]“ Jesus der Tempelreinigung für Widerstand stehe. Zweimal zitiert Bloch aus dem Lukas-Evangelium: „Ich bin gekommen, daß ich ein Feuer entzünde auf Erden, was wollte ich lieber, es brennte schon“ (Luk. 12, 49). Doch auch den „Herren unserer Zeit und unserer Welt von den Kreuzigungen […] bis Vietnam“ müsse erst zur Ruhe verholfen werden.
Zum kategorialen Unterschied zwischen „Kampf gegen Unrecht“ und „Krieg, den das Unrecht führt,“ zitiert Bloch aus Kants Streit der Fakultäten über die Französische Revolution einerseits und die Kriege Friedrichs II. andererseits. Während Kant in der Begeisterung für Erstere eine moralische Anlage des Menschen sähe, kritisiere er Letztere als Umkehrung des Schöpfungszwecks. Bloch schildert die Differenz von Herren, die Menschen als Werkzeuge ihrer Absichten gegeneinander aufstellten, um sie „schlachten zu lassen“, und der anderen Art der Gewalt, „der des Guten“. Dieser Unterschied sei Kant völlig klar und liege auf der Hand. Die Macht dieser Herren sei nicht nur ein ökonomischer Faktor, sondern stehe unter Umständen sogar gegen das ökonomische Interesse. Zwar hingen Macht und Wirtschaft zusammen, aber es gebe auch eine „Fetischisierung der Macht um ihrer selbst willen“. Mit dieser Macht sei kein psychologischer Trieb gemeint, sondern soziologische Fakten (facts), die etwas, was längst veraltet ist, am Leben erhalten, zum Beispiel „den Zarismus“.
Bloch fragt nun, was aus dieser Misere herausführt. Zuerst seien institutionelle Nahziele unabdingbar, denn solange die Not nicht abgeschafft sei, „gibt es keinen Platz für die Würde.“ Zur Erreichung dessen brauche es gesellschaftliche Entwicklung, möglichst Evolution, aber auch Revolution, wenn es anders nicht gehe – nicht unbedingt blutig.
Bloch warnt aber auch: Damit der Kampf für die Fernziele nicht zur Antithese des Friedens werde, sollten die Nahziele immer in Bezug zum Fernziel stehen und das Fernziel im Nahziel anwesend sein. Menschen dürften nicht für eine Zukunft „verheizt“ werden, die sie nie erleben werden. Dies sei der äußerste Umschlag von Kampf in Krieg.

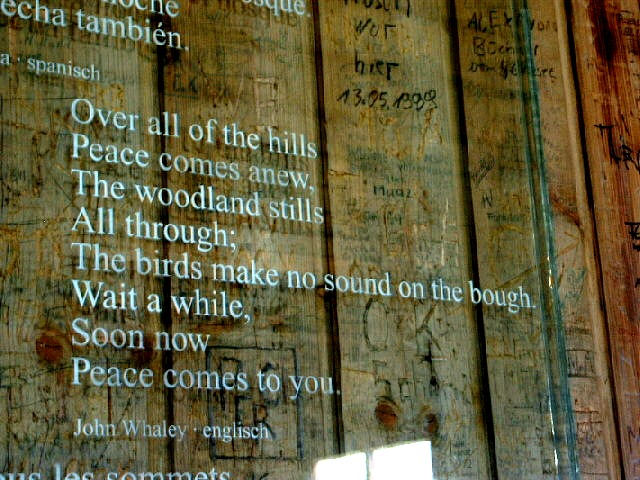
Bloch beschrieb in seiner Rede Ruhe und Frieden mit dem Goethe-Zitat „Über allen Gipfeln ist Ruh“, hier in der englischen Übersetzung Over all of the hills / Peace comes anew, …

Abschließend geht Bloch auf das Wort Ruhe ein. Frieden, verstanden als Ruhe im „schlafmützigen“ Sinn, sei gefährlich. Denn Frieden ist laut Bloch ein Leerraum, in den etwas hineingemalt werde. Gleichwohl zeige das kostbare Wort Ruhe das Gegenteil von Kirchhoffrieden, nämlich ein „noch unentdecktes, unerforschtes Land“, wie in Goethes Gedicht Über allen Gipfeln. Dieser utopische Inhalt von Frieden sei das Thema, damit er nicht in Nihilismus, Langeweile, Plattheit und Konsum untergehe. In dieser Haltung sieht Bloch auch die Aufgabe des Pazifismus.
„Und wenn die Verhältnisse die Menschen bilden“, wie Marx sage, seien die Verhältnisse selbst erst menschlich zu bilden. Er schließt mit einem Dank und Aufruf zur praktischen Vernunft.

### Lösung vom Manuskript
Die gesprochene Rede und das vorbereitete Redemanuskript weichen teilweise deutlich voneinander ab. Das Manuskript ist in neun nummerierte Absätze gegliedert. Bloch kehrte in seiner Rede zwar wiederholt zu ihnen zurück, überging aber auch Passagen oder formulierte sie frei. Zum Beispiel enthält der sechste Absatz des Manuskripts eine Kritik am real existierenden Sozialismus, die Bloch in der Rede weitgehend auslässt. Er schreibt von einem Machtstaat, der auch bei Sozialisierung der Betriebe „die sozialistische Vernunft verdirbt“ (im Abdruck kursiv). Bloch bezieht sich insgesamt auf jenes Autoritäre, das der linken Jugend der Welt unerträglich geworden sei. Diese Jugend ist seines Erachtens eine mögliche Trägerin des „sozialistischen Friedens“. Unter den Nahzielen friedensfördernder Art fasste er im nächsten Absatz „Sozialismus im Westen“ und „Demokratie im Osten“ zusammen.
Silvia Markun, die spätere Ehefrau von Hans Heinz Holz, führte die „kämpferische“ Art der gesprochenen Rede auch auf die vorangegangene Laudatio durch Werner Maihofer zurück. Dieser habe aus Bloch einen „wohlmeinenden liberalen Naturrechtler“ machen wollen, doch kein „konformistischer Pluralismus“ könne daran denken, sich Bloch einzuverleiben.

### Hintergrund
Die Unterscheidung zwischen Kampf gegen Unrecht und Krieg im Namen des Unrechts reicht in Blochs Werk weit zurück. Bereits 50 Jahre früher hatte er diese Trennung zwischen den Gegnern des Ersten Weltkrieges gemacht. Die Ententemächte sah er im Kampf gegen die Zentralmächte, bei denen die Kriegsführung Gesinnung, Symptom und Staatssubstanz sei. Die Entente bekämpfe hingegen den Erreger. Sie führe Kampf gegen den Krieg, denn sie sei „grundhaft wehrender Pazifismus“.
Blochs Rede fiel in die Zeit des Vietnamkriegs, der geplanten Notstandsgesetze und der beginnenden Studentenbewegung. Die Gesellschaft reagierte auf Fragen nach der Moral militärischer, staatlicher und revolutionärer Gewalt sensibel. An diese Öffentlichkeit richtete sich Bloch mit seiner Rede. Einige Monate zuvor, am 2. Juni 1967, war in West-Berlin der Student und Pazifist Benno Ohnesorg nach eine Demonstration gegen den Besuch des Schahs von Persien durch einen Polizisten erschossen worden. Bloch erwähnt in seiner Rede die Polizei, die – wenn es hart auf hart gehe – die „linken Leute“ anders behandele als den „reibungslosen Verkehr“. Dies wurde später als Stellungnahme zum Tod Ohnesorgs interpretiert.
Im Juni 1967 hatte der Sechstagekrieg zwischen Israel und den arabischen Nachbarländern stattgefunden, der die Geopolitik in Nahost bis heute prägt. Seit Juli 1967 tobte der Biafra-Krieg, in den zahlreichen Staaten indirekt involviert waren und der nachfolgend breit rezipiert wurde. Ebenfalls im Juli 1967 hatten Unruhen in Detroit und anderen Orten der Vereinigten Staaten zwischen Afroamerikanern und Amerikanern anderer Abstammung zahlreiche Todesopfer und Verletzte gefordert. Bloch erwähnt diese Ereignisse in seiner Rede nicht so explizit wie den Vietnamkrieg, spricht aber eingangs von der Gegenwart als Zeit „mit Finsternis ohnegleichen“.
Nur wenige Tage vor der Rede, am 9. Oktober 1967, war Che Guevara in Bolivien exekutiert worden, der in Teilen der Studenten- und Protestbewegung Westeuropas als Symbolfigur eines gerechten Kampfes gegen Unterdrückung angesehen wurde. Auch heute noch bekannte Schlagworte der Bewegung finden sich in der Rede wieder: So enthält der nachträglich redigierte Text einen Satz zum „stillen Muff“, aus dem es aber plötzlich laut werden könne: Am 9. November 1967, etwa drei Wochen nach der Rede, hielten Studenten an der Universität Hamburg ein Transparent mit der Aufschrift Unter den Talaren – Muff von 1000 Jahren in die Kameras der Presse. Ein Zusammenhang ist ungewiss.
Auch auf der Frankfurter Buchmesse 1967 gab es sozialkritische Proteste von Schülern und Studenten, die am Tag nach der Rede in einem Polizeieinsatz gipfelten. Die Proteste gegen die Verleihung des Friedenspreises an Ernst Bloch ließen hingegen eher antikommunistische und fundamentalchristliche Motive erkennen. Da der Börsenverein im Vorfeld konkrete Drohungen erhalten hatte, die Störaktionen ankündigten, wurden Maßnahmen getroffen: 30 Polizisten in Zivil sollten die Paulskirche während der Rede sichern. Die Preisverleihung verlief ohne Zwischenfälle.

## Rezeption
Spätestens nach Blochs Münzer-Zitat und dem folgenden Bekenntnis „ich will aufrührerisch sein“ war offenkundig, dass hier ein Sympathisant des Aufruhrs sprach – und zwar nicht nur des historischen, sondern auch des aktuellen. Bloch selbst gesteht am Anfang seiner Rede ein, es sei ihm nicht klar gewesen, was von einer „nicht ganz sanften Natur“ und einem „Philosophieren, das den Kampf liebt und braucht,“ zum Frieden gesagt werden könne.
Blochs Rede erhielt viel Aufmerksamkeit. Die Nachfrage nach dem Abdruck des Redemanuskripts in der Broschüre des Börsenvereins war so groß wie nie zuvor. Überregionale Printmedien berichteten ausführlich über die Rede und zitierten Auszüge. Die Frankfurter Allgemeine Zeitung (FAZ) druckte gar das gesamte Manuskript – das allerdings von der gesprochenen Rede abwich. Im Kontext der breiten Berichterstattung – inklusive einer Liveübertragung der ARD – stellte die FAZ fest, dass Bloch erstmals offiziell vor dem ganzen deutschen Volk sprach.
Angesichts Blochs kämpferischer Art zeichnete die Presse ein überraschend positives Bild. Mehrere Medien beschrieben Bloch als „Propheten“, sowohl hinsichtlich des Sprachstils als auch der religiösen Bezüge in seiner Rede. Die FAZ hob die Improvisation der Rede hervor, was sie an der Abweichung vom Manuskript zeigte. Blochs Redestil veranlasste die Medien gleichfalls zu ausschmückender Kommentierung: So wurde von Funden aus der „Schatztruhe“ seiner Belesenheit geschrieben und von Worten, die „wie Peitschenhiebe“ knallten. Die Presse betitelte Bloch als „marxistischen Philosophen“ und zugleich „bibelfesten Atheisten“, was die eigentümliche Verbindung zwischen Christentum und Marxismus unterstrich. Unterschiedlicher wurde hingegen das Auftreten des 82-Jährigen beschrieben: Während in der FAZ von einer kindlichen Unbefangenheit zu lesen war, charakterisierte die Welt ihn als gebeugten „bleichen Mann“ und die Zeit als „großen alten Mann“. Komplexe Inhalte, etwa das Nah- und Fernziel, sowie die Kant-Bezüge wurden von der Presse nur gestreift.
Die Preisverleihung nahm die Presse aber auch zum Anlass, seine eigene Vergangenheit kritisch zu hinterfragen. So erinnerte der Spiegel an seine Verteidigung der stalinistischen Schauprozesse sowie sein Bekenntnis zur DDR bis zur Zwangsemeritierung und Abwendung nach Westdeutschland. Für die distanzierte Welt war Bloch auch nach der Rede ein „unbequemer Philosoph“.
Bloch gilt noch heute als ungewöhnlicher Friedenspreisredner, da er dem Frieden zunächst Kampf voranstellte und Pazifismus als aktiven Widerstand verstand. Seine Rede wird als Bestandteil eines Friedenskonzeptes und als Ansatz zur Friedenserziehung rezipiert. Sie wird aber auch als Beispiel dafür zitiert, dass auch Pazifisten militant sein können. Die Rede wurde als Arbeitstext in einen Sammelband für den Schulunterricht aufgenommen.
Dem Germanisten Gert Ueding zufolge entkräftet die Rede das Vorurteil, dass Neutralität in Konflikten die beste moralische Alternative ist. Nach Arno Münster rügt Bloch in der Rede eine egoistische Machtpolitik von Nationen und ihrer Herrscher.
In der Grabrede für Ernst Bloch im August 1977 nannte der Studierendenausschuss der Universität Tübingen zentrale Inhalte der Preisrede:

„Er ließ sich nicht auf Lüge, Feigheit und Verflachung ein, was Unrecht war bleib [sic] Unrecht, wo Friede sein sollte wurde der Widerstand benannt, wo Kriege geführt wurden, wurde die Rebellion geehrt.“

## Tonträger
- Ernst Bloch (hrsg. von Gert Kalow): Es spricht Ernst Bloch: Vier Reden. Schallplatte, Suhrkamp Verlag, Frankfurt am Main 1970.
- Ernst Bloch (hrsg. von Peter Zudeik): Über die Hoffnung. Reden und Gespräche. Fünf CDs, Der Hörverlag, München 1999, ISBN 3-89584-768-2.
- Deutsches Historisches Museum, Deutsches Rundfunkarchiv (Hrsg.): Friedenspreis des Deutschen Buchhandels 1950–1998. (= CD Nr. 19 von Stimmen des 20. Jahrhunderts) zwei CDs, Berlin/Frankfurt am Main 1999.

## Literatur

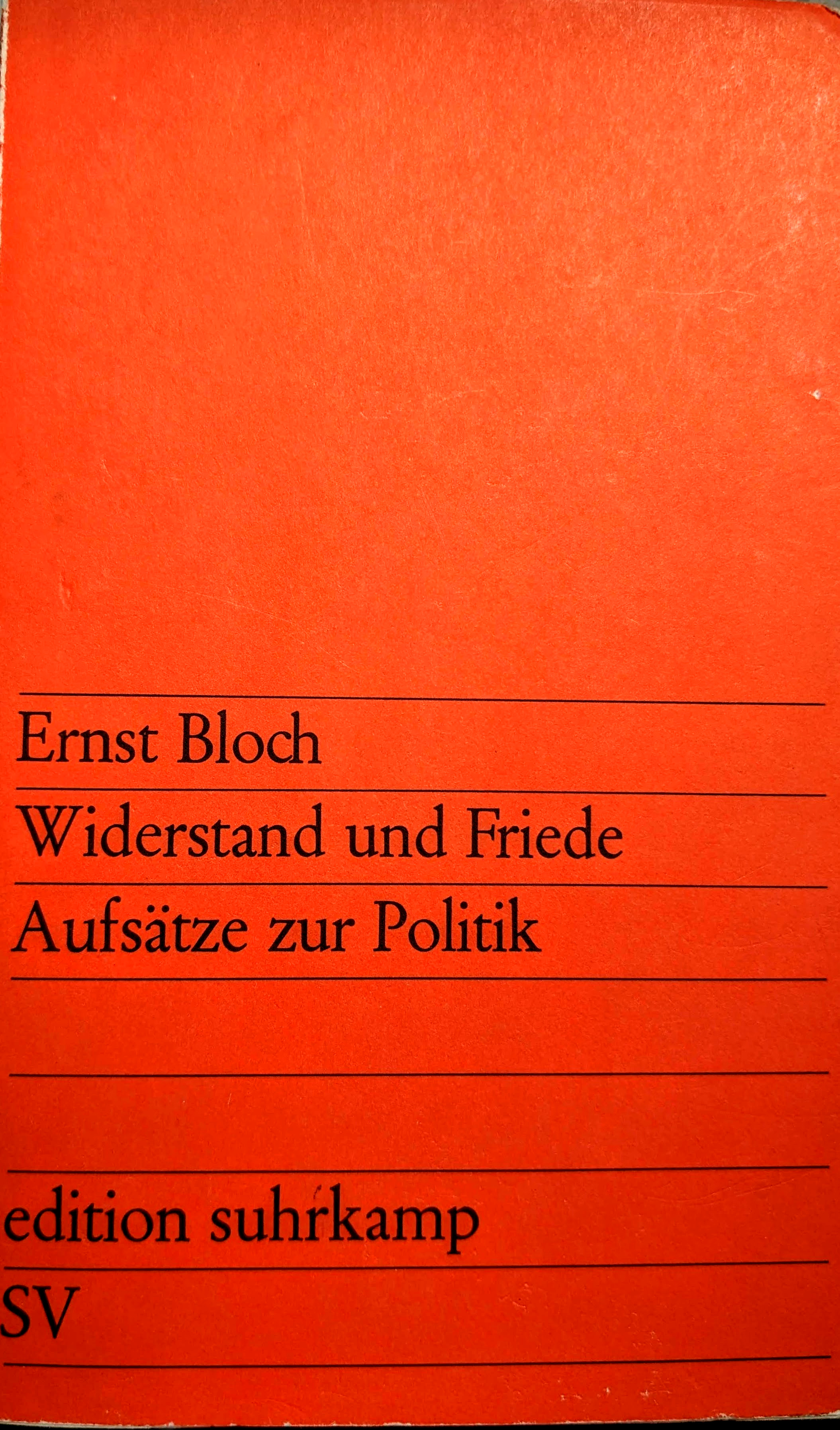
Erste Buchveröffentlichung der Rede im Band 257 der edition suhrkamp.